# Enzo Fittipaldi
Enzo Fittipaldi da Cruz (* 18. června 2001 Miami) je pilotem v European Le Mans Series, kde závodí za tým CLX Motorsport. Mezi lety 2021 a 2024 také závodil ve Formuli 2. Je vnukem dvojnásobného mistra světa Formule 1 Emersona Fittipaldiho. Během mezisezónní přestávky v roce 2021 se věnoval i F1 Virtual Grand prix, kde si v Rakousku dojel pro zlatou medaili.
V roce 2019 zkusil jezdit ve F3 za stáj Sauber Junior team by Charouz, ve svém jediném závodu dojel 16. V roce 2020 se dostal do F3 za stáj HWA. Po dobré sezóně 2020 se měl Enzo přesunout do závodní série Indy pro 2000, nakonec ale po prvním víkendu sérii opustil.

## Formule 2

### 2021
Fittipaldi přešel do Formule 2 v roce 2021, stalo se tak ale v průběhu sezóny, když v týmu Charouz Racing System nahradil Davida Beckmanna, který musel z finančních důvodů skončit. Fittipaldiho kolegou se stal Guilherme Samaia. Fittipaldi se ve zbytku sezóny dostal na body pouze jednou, a to ve sprintu v Saúdské Arábii. V hlavním závodě tohoto víkendu narazil na startu do stojícího Thea Pourchaira. Oba museli být po tomto incidentu převezeni do nemocnice. Posledního závodu sezóny se Fittipaldi nemohl kvůli zraněním účastnit.

### 2022
Pro rok 2022 zůstal Fittipaldi v českém týmu Charouz, jeho kolegou se stal Cem Bölükbaşı. Svého kolegu v této sezóně Enzo s přehledem porazil, Bolukbasi totiž nezískal ani bod a navíc byl čtyři víkendy před koncem sezóny nahrazen Tatianou Calderón, ta ovšem body též nezískala. V prvních dvou víkendech sice nebodoval, ale ve třetím víkendu v Imole dojel na druhém místě. Fittipaldi v sezóně konzistentně bodoval a dohromady získal šest pódií. 

### 2023
V další sezóně přešel Fittipaldi do výkonnostně lepšího týmu Rodin Carlin. Další novinkou v této sezóně pro něj bylo, že se stal součástí juniorské akademie týmu Red Bull Racing. Jeho kolegou byl další člen této akademie Zane Maloney. Tato sezóna byla pro Enza úspěšná, protože porazil svého kolegu a získal více bodů, i přesto se mu ale nepovedlo dostat se do boje o titul. Jeho nejlepší víkend byl ve Spa-Francorchamps, kde ve sprintu získal své první vítězství ve Formuli 2 a poté v hlavním závodě dojel třetí. Za celou sezónu celkem nasbíral jedno vítězství a pět pódií, v celkovém pořadí skončil sedmý se 124 body.

### 2024
Do sezóny 2024 už Fittipaldi nevstupoval jako člen akademie Red Bullu a z týmu Rodin Carlin se přesunul do týmu Van Amersfoort Racing, kde se jeho kolegou stal Rafael Villagómez. Tato sezóna už pro Brazilce tak úspěšná nebyla. Jedním z mála pozitivních víkendů byla Saúdská Arábie, kde dojel třetí ve sprintu a navíc získal své první a nakonec i poslední vítězství v hlavním závodě. Ve zbytku sezóny už se na pódium nepodíval. I přesto, že svého kolegu opět jednoznačně porážel, tak ho v týmu dva víkendy před koncem sezóny nahradil John Bennett. Své působení ve Formuli 2 Brazilec uzavřel 61 body a patnáctým místem v celkovém hodnocení.

## Formule 1
V roce 2016 se stal Enzo součástí jezdecké akademie Ferrari, kterou ale v roce 2021 opustil. Poté si ho v roce 2022 po dobrých výkonech ve Formuli 2 všiml Red Bull Racing. Fittipaldi se stal součástí jeho akademie, ale na konci další sezóny byl z akademie propuštěn, i přesto ho jako sportovce Red Bull stále sponzoruje.

## Výsledky
| Legenda k tabulce | Legenda k tabulce                                                                       |
| Barva             | Výsledek                                                                                |
| ----------------- | --------------------------------------------------------------------------------------- |
| Zlatá             | Vítěz                                                                                   |
| Stříbrná          | 2. místo                                                                                |
| Bronzová          | 3. místo                                                                                |
| Zelená            | Bodované umístění                                                                       |
| Modrá             | Nebodované umístění                                                                     |
| Modrá             | Dokončil neklasifikován (NC)                                                            |
| Fialová           | Odstoupil (Ret)                                                                         |
| Červená           | Nekvalifikoval se (DNQ)                                                                 |
| Červená           | Nepředkvalifikoval se (DNPQ)                                                            |
| Černá             | Diskvalifikován (DSQ)                                                                   |
| Bílá              | Nestartoval (DNS)                                                                       |
| Bílá              | Závod zrušen (C)                                                                        |
| Světle modrá      | Pouze trénoval (PO)                                                                     |
| Světle modrá      | Páteční testovací jezdec (TD)                                                           |
| Bez barvy         | Netrénoval (DNP)                                                                        |
| Bez barvy         | Vyřazen (EX)                                                                            |
| Bez barvy         | Nepřijel (DNA)                                                                          |
| Bez barvy         | Odvolal účast (WD)                                                                      |
| Bez barvy         | Nezúčastnil se (prázdné)                                                                |
| Označení          | Význam                                                                                  |
| Tučnost           | Pole position                                                                           |
| Kurzíva           | Nejrychlejší kolo                                                                       |
| †                 | Jezdec nedojel do cíle, ale byl klasifikován, protože odjel více než 90 % délky závodu. |
| ‡                 | Byl udělován poloviční počet bodů, protože bylo odjeto méně než 75 % délky závodu.      |
| Horní index       | Umístění bodujících jezdců ve sprintu                                                   |

### Kompletní výsledky ve Formuli 3
| Rok  | Tým                   | 1          | 2         | 3          | 4          | 5          | 6         | 7          | 8          | 9          | 10         | 11         | 12        | 13         | 14         | 15        | 16         | 17        | 18        | 19    | 20    | 21    | Body | Umístění  |
| ---- | --------------------- | ---------- | --------- | ---------- | ---------- | ---------- | --------- | ---------- | ---------- | ---------- | ---------- | ---------- | --------- | ---------- | ---------- | --------- | ---------- | --------- | --------- | ----- | ----- | ----- | ---- | --------- |
| 2020 | HWA Racelab           | RBR FEA 18 | RBR SPR 9 | RBR FEA 15 | RBR SPR 13 | HUN FEA 19 | HUN SPR 9 | SIL FEA 18 | SIL SPR 19 | SIL FEA 17 | SIL SPR 17 | CAT FEA 13 | CAT SPR 8 | SPA FEA 26 | SPA SPR 12 | MNZ FEA 9 | MNZ SPR 19 | MUG FEA 5 | MUG SPR 4 |       |       |       | 27   | 15. místo |
| 2021 | Charouz Racing System | CAT 1 12   | CAT 2 Ret | CAT 3 19   | LEC 1 21   | LEC 2 17   | LEC 3 11  | RBR 1 4    | RBR 2 8    | RBR 3 15   | HUN 1 12   | HUN 2      | HUN 3 9   | SPA 1      | SPA 2      | SPA 3     | ZAN 1      | ZAN 2     | ZAN 3     | SOC 1 | SOC 2 | SOC 3 | 25   | 17. místo |

### Kompletní výsledky ve Formuli 2
| Rok  | Tým                   | 1          | 2           | 3          | 4          | 5           | 6           | 7           | 8          | 9          | 10          | 11          | 12         | 13          | 14         | 15         | 16         | 17          | 18         | 19         | 20          | 21          | 22         | 23         | 24         | 25         | 26         | 27          | 28         | Body | Umístění  |
| ---- | --------------------- | ---------- | ----------- | ---------- | ---------- | ----------- | ----------- | ----------- | ---------- | ---------- | ----------- | ----------- | ---------- | ----------- | ---------- | ---------- | ---------- | ----------- | ---------- | ---------- | ----------- | ----------- | ---------- | ---------- | ---------- | ---------- | ---------- | ----------- | ---------- | ---- | --------- |
| 2021 | Charouz Racing System | BHR SP1    | BHR SP2     | BHR FEA    | MCO SP1    | MCO SP2     | MCO FEA     | BAK SP1     | BAK SP2    | BAK FEA    | SIL SP1     | SIL SP2     | SIL FEA    | MNZ SP1 Ret | MNZ SP2 16 | MNZ FEA 11 | SOC SP1 17 | SOC SP2 C   | SOC FEA 12 | JED SP1 12 | JED SP2 7   | JED FEA Ret | YMC SP1    | YMC SP2    | YMC FEA    |            |            |             |            | 2    | 20. místo |
| 2022 | Charouz Racing System | BHR SPR 11 | BHR FEA 13  | JED SPR 10 | JED FEA 11 | IMO SPR 12  | IMO FEA 2   | CAT SPR 8   | CAT FEA 6  | MCO SPR 4  | MCO FEA 5   | BAK SPR Ret | BAK FEA 6  | SIL SPR 3   | SIL FEA 11 | RBR SPR 8  | RBR FEA 2  | LEC SPR Ret | LEC FEA 10 | HUN SPR 3  | HUN FEA 2   | SPA SPR 13  | SPA FEA 10 | ZAN SPR 13 | ZAN FEA 5  | MNZ SPR 12 | MNZ FEA 3  | YMC SPR Ret | YMC FEA 14 | 126  | 8. místo  |
| 2023 | Rodin Carlin          | BHR SPR 8  | BHR FEA 9   | JED SPR 13 | JED FEA 7  | MEL SPR DNS | MEL FEA Ret | BAK SPR 5   | BAK FEA 2  | MCO SPR 10 | MCO FEA Ret | CAT SPR 10  | CAT FEA 2  | RBR SPR Ret | RBR FEA 6  | SIL SPR 4  | SIL FEA 7  | HUN SPR 11  | HUN FEA 8  | SPA SPR 1  | SPA FEA 3   | ZAN SPR 15  | ZAN FEA 7  | MNZ SPR 15 | MNZ FEA 4  | YMC SPR 2  | YMC FEA 14 |             |            | 124  | 7. místo  |
| 2024 | Van Amersfoort Racing | BHR SPR 17 | BHR FEA Ret | JED SPR 3  | JED FEA 1  | MEL SPR 12  | MEL FEA 17  | IMO SPR Ret | IMO FEA 17 | MON SPR 9  | MON FEA 12  | CAT SPR 16  | CAT FEA 11 | RBR SPR 14  | RBR FEA 4  | SIL SPR 13 | SIL FEA 8  | HUN SPR 21  | HUN FEA 5  | SPA SPR 14 | SPA FEA Ret | MNZ SPR 7   | MNZ FEA 10 | BAK SPR 13 | BAK FEA 11 | LSL SPR    | LSL FEA    | YMC SPR     | YMC FEA    | 61   | 15. místo |

### Kompletní výsledky v European Le Mans Series
| Rok  | Tým            | Třída | Šasi     | Motor                 | 1       | 2     | 3     | 4   | 5   | 6   | Body | Umístění  |
| ---- | -------------- | ----- | -------- | --------------------- | ------- | ----- | ----- | --- | --- | --- | ---- | --------- |
| 2025 | CLX Motorsport | LMP2  | Oreca 07 | Gibson GK428 4.2 L V8 | CAT Ret | LEC 3 | IMO 5 | SPA | SIL | ALG | 25*  | 6. místo* |

* Sezóna v průběhu